# Drum național 56A
Der Drum național 56A (rumänisch für „Nationalstraße 56A“, kurz DN56A) ist eine Hauptstraße in Rumänien. 

## Verlauf
Die Straße in der Kleinen Walachei (Oltenien) beginnt am Drum național 56 (Europastraße 79) östlich von Calafat in Maglavit, von der sie in zunächst nördlicher Richtung über Cetate nach Vânători führt. Kurz hinter der Grenze der Kreise Gorj und Mehedinți zweigt bei Salcia der Drum național 56C nach Westen ab, der näher an der Donau ebenfalls nach Norden führt. Der DN56A führt über die Kleinstadt Vânju Mare nach Hinova, wo er den Drum național 56B aufnimmt. Die Straße folgt nun dem linken Ufer der Donau und endet in Șimian knapp östlich von Drobeta-Turnu Severin am Drum național 6 (Europastraße 70).
Die Länge der Straße beträgt rund 79 Kilometer.